# Mangghystau (distrikt)
Mangghystau (kazakiska: Маңғыстау ауданы: Mangghystau audany, till 1991 även ryska: Мангистауский район: Mangistauskij rajon; svenska: Mangistau rajon), är ett distrikt (rajon) i Kazakstan. Det ligger i oblystet Mangghystau, i den västra delen av landet, 1 500 km sydväst om huvudstaden Astana.